# Georges Rouquier
Pour les articles homonymes, voir Rouquier.
Georges Rouquier est un acteur et réalisateur français, né le 23 juin 1909 à Lunel-Viel (Hérault) et mort le 19 décembre 1989 dans le 14e arrondissement de Paris.

## Biographie
Georges Rouquier est le fils d'un père aveyronnais et d'une mère languedocienne. Sa mère tient une épicerie et son père une laiterie qu'il gère avec un de ses oncles, et ils ont peu de temps à consacrer à leur fils. Son père est tué à Verdun en février 1915 ; sa mère est criblée de dettes et doit se séparer de son commerce. À 16 ans, il devient linotypiste à Paris-Soir, et tente une première fois sa chance au cinéma avec 2 500 francs pour réaliser Vendanges en 1929, mais il devra attendre 1942 pour que le producteur Étienne Lallier accepte de le financer et lance sa carrière.
Il s'est notamment rendu célèbre auprès des cinéphiles par ses documentaires originaux, et surtout par son diptyque de Farrebique (1947) et, 38 ans plus tard, Biquefarre, fictions tournées à Goutrens, avec des non-comédiens, de sa famille et du  voisinage. Ces fictions documentées sont des chroniques de la vie paysanne dans le Rouergue de l'après-guerre. Malgré la polémique — Farrebique est notamment décrié par le dialoguiste de renom Henri Jeanson —, le film est projeté hors-compétition au Festival de Cannes, mais éliminé de la sélection officielle. Il obtient malgré tout un prix créé spécialement, le Prix de la critique internationale. Il est ensuite présenté en avant-première à l'Opéra de Paris, en présence de Paul Ramadier, président du Conseil, mandaté par le président Vincent Auriol, ainsi que de tous les Rouquier et de nombreux Aveyronnais de Paris.
La RKO Pictures, célèbre compagnie de distribution américaine, achète les droits du film, le distribue et le projette au cinéma Madeleine à Paris, en même temps que Saludos Amigos de Walt Disney, en sortie nationale. Farrebique passe en tête des entrées en une seule semaine et vaudra à Georges Rouquier, outre sa distinction à Cannes, Le Grand Prix du Cinéma Français, la Médaille d'or à Venise et le Grand Épi d'or à Rome.
Farrebique est étudié ensuite dans les universités américaines comme modèle du genre, ce qui explique que Coppola et Spielberg le soutiendront et qu'ainsi, et avec l'aide d'universitaires, il obtiendra un financement de capitaux américains du National Endowment for the Humanities pour son dernier long-métrage Biquefarre, en 1983, avec les mêmes personnages incarnés par les mêmes non-comédiens locaux, exposant, dans cette fiction documentaire, le monde paysan et ses problèmes au tournant des années 1980. C'est dans ces années d'évolution du monde agricole qu'il rencontre et influence Yves Garric.
Ses documentaires sur les métiers sont également appréciés, oscillant toujours entre fiction et réalité documentaire.
Marqué par Nanouk l'Esquimau de Robert Flaherty, il lui rendra toujours hommage à travers ses documentaires ainsi qu'à ses références cinématographiques : Charlie Chaplin, Dziga Vertov, Alexandre Dovjenko, Sergueï Eisenstein, Jean Vigo et Marcel Carné, qu'il ne copie pas pour autant, en affirmant un style personnel et original.
Georges Rouquier, meurt en décembre 1989 dans le 14e arrondissement de Paris. Il est inhumé au cimetière du Montparnasse à Paris (6e division). Il avait épousé Maria Signorini (1922-2015).

## Filmographie

### Réalisateur

#### Courts métrages
- 1929 : Vendanges
- 1942 : le Tonnelier - Documentaire
- 1944 : Le Charron, La part de l'Enfant, L'Économie des Métaux, 3 courts métrages de commande pour échapper au STO
- 1948 : L'Œuvre scientifique de Pasteur - en collaboration avec Jean Painlevé
- 1949 : Le Chaudronnier - Film de commande
- 1951 : Le Sel de la terre  - Film sur la Camargue pour démontrer les bienfaits du plan Monnet
- 1951 : Opération du Spondylogisthésis et Arthroplastie de la hanche - Documentaires - ses premiers films en couleur
- 1952 : Un jour comme les autres - Documentaire sur la prévention des accidents du travail
- 1952 : Le Lycée sur la colline - Documentaire pour l'Éducation Nationale
- 1953 : Malgovert film « industriel » sur le barrage de Tignes
- 1954 : Lourdes et ses miracles - Trilogie (dans lequel Jacques Demy est son assistant)
- 1955 : La Bête noire - Court métrage sur la Frégate Renault
- 1955 : Arthur Honegger - prix du film d'art au Festival de Venise 1957
- 1958 : Une Belle Peur - Court métrage sur la prévention des accidents
- 1959 : Le Notaire de Trois-Pistoles - Court métrage
- 1960 : Le Bouclier - Court métrage sur la prévention et la sécurité
- 1963 : Sire le Roy n'a plus rien dit - Court métrage sur les meubles canadiens-français des XVIIe et XVIIIe siècles
- 1976 : Le Maréchal-ferrant - Court métrage - César du court métrage documentaire en 1977

#### Longs métrages
- 1946 : Farrebique
- 1954 : Sang et Lumières (Sangre y luces) d'après le roman de Joseph Peyré Sang et Lumières
- 1957 : S.O.S. Noronha
- 1983 : Biquefarre - Fiction - Prix spécial au Festival de Venise

### Acteur
- 1957 : Lettre de Sibérie de Chris Marker- Voix
- 1957 : Le Bel Indifférent de Jacques Demy - Voix
- 1965 : Mandrin, bandit gentilhomme de Jean-Paul Le Chanois - Rôle de Voltaire
- 1967 : Pitchi-Poï dramatique en Eurovision tournée dans 17 pays, d'après François Billetdoux - Rôle principal de Mathieu
- 1968 : Jeff de Jean Herman - Rôle de Jeff
- 1969 : Z de Costa-Gavras - Rôle du procureur général
- 1970 : Nous n'irons plus aux bois de Georges Dumoulin - Rôle du médecin
- 1972 : Le Secret des Flamands de Robert Valey - Télévision - Rôle du peintre Battestini
- 1972 : Beau Masque de Bernard Paul
- 197? : Téléfilm de Pierre Lary - Rôle de Léonard de Vinci
- 1981 : L'Amour nu de Yannick Bellon avec Folon

### Producteur de télévision
- 1972 : Les Saisons et les Jours pour la 3e chaîne de l'ORTF (station de Lille), jusqu'en 1973

### Scénariste
- 1946 : Farrebique
- 1957 : S.O.S. Noronha scénario cosigné avec Boileau et Narcejac
- 1983 : Biquefarre - cosigné avec son épouse Maria Signorini

## Publication
- Georges Rouquier, Album de Farrebique, Fortuny, 1947

## Distinctions
- Grand prix de la Critique internationale au Festival de Cannes en 1946 pour Farrebique
- Grand prix du cinéma français
- Médaille d'or à Venise
- Grand Épi d'or à Rome
- César 1978 : César du meilleur court-métrage documentaire pour Le Maréchal Ferrant

## Hommages
Un espace, lieu de mémoire et de découverte de l'œuvre du père du documentaire, lui est consacré à Goutrens.
De nombreux hommages sont rendus au réalisateur dans les ciné-clubs et cinémas d'art et essai.
France inter a consacré plusieurs émissions à ce cinéaste indépendant et défenseur du monde rural.